# (2804) Yrjö
(2804) Yrjö ist ein Asteroid des Hauptgürtels, der am 19. April 1941 von der finnischen Astronomin Liisi Oterma in Turku entdeckt wurde.
Benannt ist der Asteroid nach dem finnischen Geodäten und Astronomen Yrjö Väisälä.